# Де Клерк, Николас
Николас де Клерк (нидерл. Nicolaes de Clerck; до 1599, Делфт — после 1626, Гаага) — нидерландский издатель, писатель и переводчик, гравёр и рисовальщик.

## Биография
Нидерландский издатель XVII века Николас де Клерк родился в Делфт около 1599 года (достоверная дата его рождения, как и дата смерти не установлены). Точных сведений о датах его жизни не сохранилось. По некоторым источником он был отцом-иезуитом.
До 1621 года жил в Делфте. В 1625 году он переезжает работать в Гаагу. Выступает в роли издателя, переводчика и писателя, художника и гравёра резцом. В числе прочего, Де Клерк опубликовал гравюры, по рисункам Жака де Гейна II, гравированные Андриесом Стоком (между 1610 и 1615 гг.), а также множество офортов Жака де Гейна III (между 1615 и 1620 гог.).

## Музеи
- Метрополитен-музей. (Нью-Йорк)[6].
- Музей Бойманса — ван Бёнингена. (Роттердам)[7].
- Гарвардские художественные музеи. (Кембридж).
- Британский музей. (Лондон).